# آزمون نشتی
آزمون نشتی (به انگلیسی: Leakage testing) یکی از روش‌های آزمون‌های غیر مخرب است.
روش‌های مختلفی برای تشخیص نشتی در مخازن تحت فشار و مانند آن، استفاده می‌شود که مهم‌ترین آنها عبارت‌اند از: گوشی‌های الکتریکی، گیج فشار، گاز یا مانع نافذ و همینطور تست حباب صابون.